# Rozhraní V5
V5 je sada protokolů vytvořených sdružením ETSI pro telefonní sítě, které standardizují komunikaci mezi místní telefonní ústřednou (MÚ, anglicky local exchange, LE) a účastnickým vedením (místní smyčkou, anglicky local loop).
Pokud jsou k místní ústředně připojeny tisíce účastníků, je fyzická správa všech vedení k lokálním účastníkům obtížná a nákladná. Před vytvořením standardu V5 výrobci ústředen nepoužívali jednotné řešení. Protože různá řešení nemohla spolupracovat, bylo nutné používat v každé ústředně řešení jediného výrobce.
V5 definuje standardní sadu protokolů pro propojení mezi účastníkem a ústřednou. Přístupová síť (anglicky Access Network, AN) je definována jako referenční bod. V5 standardizuje signalizaci mezi přístupovou sítí a místní telefonní ústřednou, což dovoluje kombinovat zařízení od různých výrobců, pokud vyhovují standardům. Díky tomu nemusí být jednotlivé účastnické linky dovedeny až do ústředny, ale lze používat koncentrátory (multiplexory), ze kterých vede do ústředny pouze jedna agregovaná linka (u V5.2 v případě potřeby i více agregovaných linek), případně není nutné používat koncentrátory jediného výrobce. Připojení místní smyčky k ústředně nezávisí na tom, zda se používá digitální (ISDN) nebo analogová signalizaci (pro klasické analogové telefony, anglicky Plain Old Telephone Service – POTS).
Protokoly V5 používají signalizaci se společným kanálem (anglicky common-channel), která používá společný signalizační kanál pro všechny účastníky, oddělený od kanálů, které jsou použity pro uživatelskou komunikaci.
V5 má dvě verze:
- V5.1 (ETS 300 324-1), u které na agregované lince k ústředně musí být korespondenci 1:1 mezi účastnickými vedeními a přenosovými kanály. Rozhraní V5.1 používá pouze jednu E1 (2 Mbit/s) linku mezi multiplexorem a ústřednou.
- V5.2 (ETS 300 347-1) určená pro vzdálený koncentrátor, ke kterému může být připojeno více účastníků než je přenosových kanálů na jedné nebo více agregovaných linkách mezi koncentrátorem a ústřednou. Jedno rozhraní V5.2 může současně řídit 1 až 16 E1 linek a může zahrnovat ochranu signalizačních kanálů.

## Protokoly 3. vrstvy
- Control protocol – řídí vytváření a základní správu V5 linky z přístupové sítě (Access Network, AN) na MÚ.
- PSTN protocol – zajišťuje převod analogových signálů používaných na tradičních linkách (POTS) do digitální formy pro přenos mezi AN a MÚ. (např. zvednutí sluchátka, volba čísla, závěr (zavěšení sluchátka) apod.).
- BCC protocol – ve verzi V5.2, kde volání může využívat libovolný kanál, slouží pro přiřazení kanálu jednotlivým hovorům.
- Link control protocol – pro správu až 16 E1 linek. Řídí status linek (např. v provozu/mimo provoz).
- Protection protocol – používáno v V5.2; tento protokol spojuje dva nebo více kanálů na dvou nebo více linkách a poskytuje okamžité zotavení v případě, že některý kanál nebo linka selže.

V5.1 podporuje pouze protokoly Control a PSTN. V5.2 podporuje i protokoly BCC, Link Control a Protection.
Protokoly 3. vrstvy V5 jsou přenášeny pomocí protokolu 2. vrstvy zvaného LAPV5, což je varianta Link Access Procedures, D channel (LAP-D) – transportní vrstvy ISDN.
V5 je protokolový zásobník, který řídí komunikační spoje používající přepojování okruhů.

## Další vývoj
Části protokolu V5 byly použity pro novou službu známou jako Narrowband Multimedia Delivery Service (NMDS). Konkrétně protokol PSTN byl zkombinován s ISDN, aby poskytoval služby účastníkovi. To umožňuje provozovat digitální připojení do domu účastníka a použití analogových telefonů na digitálních linkách. Referenční bod AN byl nahrazen NTE podobným ISDN. NTE řídí analogovou službu a ISDN BRI připojení do domu účastníka.